# پوپلا ماجو
پوپلا ماجو (ایتالیایی: Pupella Maggio؛ ‏ ۲۴ آوریل ۱۹۱۰ – ۸ دسامبر ۱۹۹۹) بازیگر اهل ایتالیا بود. 
از فیلم‌ها یا برنامه‌های تلویزیونی که وی در آن نقش داشته است، می‌توان به پزشک بیمه سلامت، آمارکورد، دو زن و سینما پارادیزو اشاره کرد.